# Cervone, Nemîriv
Cervone (în ucraineană Червоне) este un sat în comuna Melnîkivți din raionul Nemîriv, regiunea Vinnița, Ucraina.

## Demografie
Componența lingvistică a localității Cervone
     Ucraineană (99,24%)
     Alte limbi (0,61%)
Conform recensământului din 2001, majoritatea populației localității Cervone era vorbitoare de ucraineană (99,24%), existând în minoritate și vorbitori de alte limbi.